# Альтен, Матиас
Матиас Альтен (англ. Mathias Alten; 13 февраля 1871 — 8 марта 1938) — американский художник-импрессионист немецкого происхождения.

## Биография
Родился 13 февраля 1871 года в Гузенбурге (Германия).
Обучался в Академии Жюлиана и в Академии Коларосси. Выставляться начал в 1905 году.
Начиная с 1898 года Альтен совершил несколько поездок в Европу — посетил музеи и художников во Франции, Голландии, Испании. Был частым гостем художественных колоний в Этапле, Франция; Олд-Лайм, штат Коннектикут; Таос, штат Нью-Мексико; Лагуна-Бич, штат Калифорния и Тарпон-Спрингс, штат Флорида. Совершил много рабочих поездок по США в 1930-х годах.
Его стиль развивался в соответствии со вкусами времени и его собственными предпочтениями. Матиас Альтен был членом многих художественных организаций. В 1904 году стал членом общества Society of Western Artists, в 1916 году — клуба National Arts Club в Нью-Йорке, а также престижного клуба Scarab Club в Детройте, золотой медалью которого был награждён в 1920 году.
Умер в 8 марта 1938 года в городе Гранд-Рапидс, штат Мичиган, в доме на улице East Fulton Street, который в настоящее время является историческим памятником. Похоронен на кладбище Graceland Memorial Park and Mausoleum в Гранд-Рапидсе.
Был женат на Bertha Leona Schwind Alten (1875—1946), у них родилось четверо дочерей — Конелия (1896—1994), Элеонора (1896—1994), Виола (1904—1995) и Камелия (1989—1999).

## Труды
Картины Альтена находятся в качестве музейных экспонатов в Национальной академии в Нью-Йорке и Чикагском институте искусств, в галерее Коркоран в Вашингтоне, в Академии изящных искусств Пенсильвании и Детройском институте искусств. При жизни художник создал около 3400 работ.

Некоторые работы
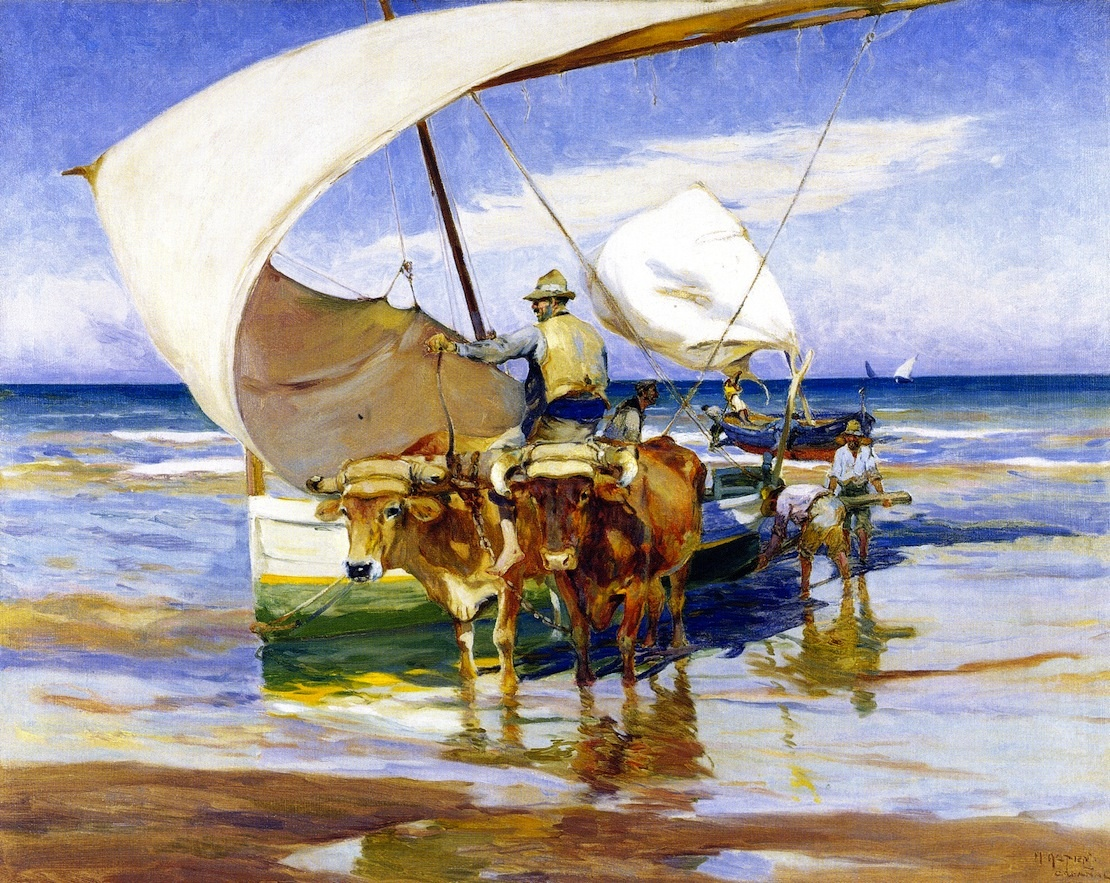
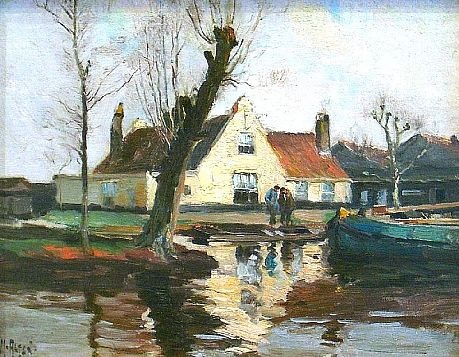
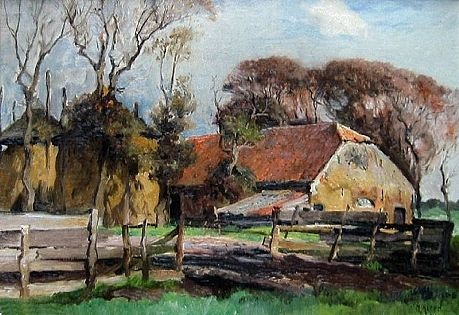
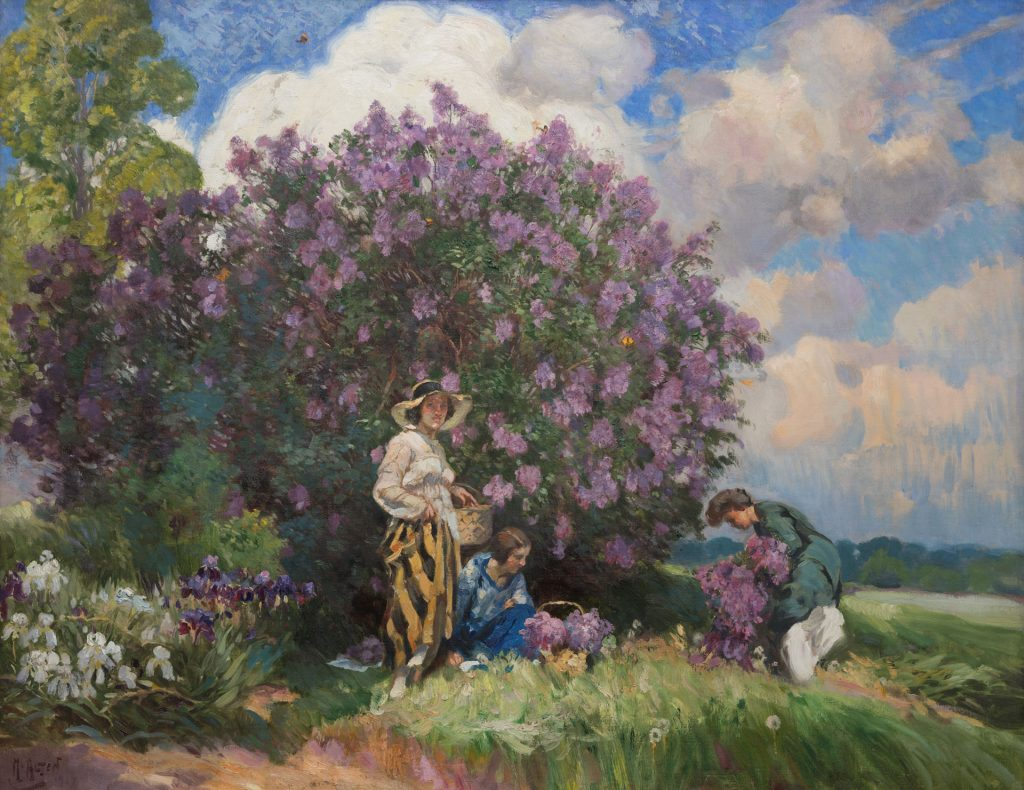